# 9to5 – Days in Porn
9to5 – Days in Porn ist ein Dokumentarfilm des deutschen Regisseurs Jens Hoffmann aus dem Jahr 2008.

## Handlung
Der Film dokumentiert ein Jahr im Leben verschiedener Akteure der US-amerikanischen Pornobranche des San Fernando Valleys, wo etwa 80 % der US-Pornos gedreht werden.

### Otto Bauer und Audrey Hollander – The Couple
Otto Bauer hat sich als feste Größe in den Positionen Produzent, Regisseur und Darsteller etabliert. Am Set und zu Hause führt er ein strenges Regiment, das ihm den Titel „Mr. Rough Guy“ eingebracht hat. Seine Ehefrau Audrey Hollander wird von ihm zunächst als nächste Jenna Jameson eingeführt, da sie die nötige Ausstrahlung besitze und wisse, worauf es ankäme. In den Aufnahmen wirkt sie jedoch zunehmend niedergeschlagen, so dass im Filmabspann darauf hingewiesen wird, dass es ihr mittlerweile besser ginge. Sowohl Bauer als auch Hollander werden beim Konsum von Drogen gezeigt.

### John Stagliano – The Legend
John Stagliano ist einer der einflussreichsten Produzenten der US-amerikanischen Pornoindustrie. Nachdem er sich als Darsteller einen Namen gemacht hatte, gründete er die Produktionsfirma Evil Angel Productions. Nachhaltigen Einfluss auf die Ästhetik des Pornofilms übte er durch die Erfindung des Gonzo aus.

### Mark Spiegler – The Agent
Mark Spiegler ist einer der erfolgreichsten und bekanntesten Agenten in der Industrie. In seiner Wohnung leben die zukünftigen Pornodarstellerinnen und werden von ihm zu Drehs vermittelt. Er sieht Pornographie als Branche und ist daran interessiert, dass seine Klientinnen pünktlich sind und sich von Drogen fernhalten. Er selbst sucht nach Loyalität und Freundschaft und wird in der Branche häufig enttäuscht.

### Dr. Sharon Mitchell – The Good Soul
Mitte der 1970er-Jahre begann Sharon Mitchell ihre Karriere als Pornodarstellerin. Nachdem sie 1996 von einem Stalker vergewaltigt und beinahe ermordet worden war, beendete sie ihre Karriere und studierte Medizin. Als 1998 bekannt wurde, dass ein HIV-infizierter Pornodarsteller mehrere Darstellerinnen mit der Krankheit angesteckt hatte, gründete sie die Organisation Adult Industry Medical Health Care Foundation (kurz: AIM). Sie berät Darsteller in gesundheitlichen und psychologischen Fragen und konnte bei vielen Produktionsfirmen die Pflicht des HIV-Tests einführen.

### Belladonna – The Idol
Belladonna gilt als Star und Idol der Branche, obwohl sie sich nie einer Schönheitsoperation unterzogen hat. Der Film begleitet sie zu Filmaufnahmen und gibt ihr die Möglichkeit, über ihre Vorhaben und Träume zu sprechen. Daneben wird sie aber auch in ihrer Rolle als Mutter gezeigt.

### Katja Kassin – The Pro
Katja Kassin kam aus Ostdeutschland ins San Fernando Valley und wurde für ihre ausgefallenen Analsex-Szenen berühmt. Die daheimgebliebene Mutter wünscht sich ständig die Rückkehr der Tochter. Während der Dreharbeiten kündigt Kassin den Vertrag mit ihrem Agenten Mark Spiegler; um mehr Geld zu verdienen, tourt sie zeitweise durch Amerika, wo sie sich von Fans als Escort buchen lässt.

### Sasha Grey – The Rookie
Am Anfang des Films steht Grey am Beginn ihrer Karriere. Als sie achtzehn Jahre alt wurde, zog sie aus Sacramento nach Los Angeles, um ihren Angaben zufolge die Sexindustrie zu revolutionieren. Sie lebt mit ihrem Freund zusammen, der zwar nichts mit der Branche zu tun hat, aber Film studierte und ihre Karriere unterstützt. Während der Dreharbeiten des Dokumentarfilms wird sie zu einem der größten Stars der Branche und wird schließlich für einen Film von Steven Soderbergh gecastet.

### Mia Rose – The Starlet
Mia Rose ist Anfang 20 und glaubt zu Beginn des Films, am Ziel ihrer Träume angekommen zu sein. Ständig kann sie Sex haben und wird dafür auch noch bezahlt. Sie möchte dies so lange tun, wie es geht. Nachdem sich alle alten Freunde aus ihrer Heimat Alaska von ihr abgewandt haben, ist ihre große Schwester ihre einzige Freundin. Als diese am Ende des Films aus dem gemeinsamen Apartment verschwindet, scheint Rose viel von ihrer Lebensfreude verloren zu haben.

### Jim Powers – The Punk
Jim ist einer der meistbeschäftigten Regisseure und Kameramänner in der Branche. Er nimmt sich selbst nicht zu ernst und kann über seinen Beruf lachen. Zweimal die Woche probt er mit seiner Punkband, bevor er wieder eine Darstellerin als „White-Trash-Whore“ für seine Filme bucht.

### Roxy Deville – The Spiegler Girl
Roxy Deville ist ebenfalls bei Mark Spiegler unter Vertrag. Sie unterscheidet sich von den anderen Mädchen vor allem dadurch, dass sie keine Freundschaften in der Branche schließen möchte und stolz auf ihr Privatleben außerhalb der Sexindustrie ist. Ihr Traum ist es, genug Geld zu verdienen, um sich später ein Haus und eine Familie leisten zu können. Von Träumereien von einer Schauspielkarriere in Hollywood hält sie nichts und bleibt lieber realistisch. Analsex-Szenen lehnt sie kategorisch ab.

### Weitere Persönlichkeiten
Neben den Hauptfiguren des Films kommen auch noch andere bekannte Produzenten und Darsteller wie Tom Herold, Julie Silver, Paul Fishbein, Jeffrey J. Douglas, Dr. Marty Klein, Jonni Darkko, Karen Stagliano, Aiden Kelly, Ian Cinnamon, Ava Rose, Nina Hartley, Andrew Blake und Kimberly Kane zu Wort.

## Veröffentlichung
Seine Premiere feierte der Film am 24. August 2008 auf dem World Film Festival in Montreal. Die deutsche Erstaufführung fand am 8. Februar 2009 im Rahmen des European Film Markets statt. Kinostart in Deutschland war am 2. Juli 2009. Der Film wurde am 27. November 2009 in Deutschland auf DVD veröffentlicht.

## Kritiken
„Seine intensiven und oft drastischen Porträts, ergänzt um Interviews mit Veteranen der Szene wie Dr. Sharon Mitchell, John Stagliano oder Nina Hartley, die den theoretischen Überbau liefern, fügen sich zu einem vielschichtigen, erhellenden Kaleidoskop der Pornobranche. Zu Recht wurde Hoffmann jüngst für den deutschen Kamerapreis nominiert.“

„Hoffmann zeigt die Opfer und die Ausbeuter, die Profis und die Stumpfen, die Kaputten und Zerstörten, die Stolzen und die Rebellen. Sein Film arbeitet ohne Off-Text. Alle Informationen kommen aus dem Mund von Insidern. Doch so rührend und entlarvend der Film bisweilen ist, sosehr er die Bigotterie im Gewerbe – und beim Zuschauer! – aufdeckt: Er präsentiert Porno als härteste Spielart von Pop.“

„9to5 ist keine Anklage wider die unwürdigen Praktiken einer menschenverachtenden Industrie. Es ist eher eine vorsichtige Suche nach Antworten auf wesentliche Fragen. Leiden diese Frauen, werden sie unterdrückt?“

„Sicherlich, eine derart direkte, spielfilmlange Dokumentation dieser Art gab es bisher noch nicht. Und ein Bild sagt manchmal mehr als tausend Worte. Doch feuert Hoffmann damit den Voyeurismus an, den er ein Stück weit mit diesem Film anzuprangern versucht. Oder vielleicht war es gar nicht sein Ziel, die – vornehmlich männliche – Lust am Zuschauen zu kritisieren. Vielmehr ist ‚9 To 5 – Days In Porn‘ eine ästhetische Situationsbeschreibung geworden.“

„In seiner [Hoffmann] facettenreichen Reportage kommen alte und junge Stars der Branche zu Wort, die von ihren ebenso aufregenden wie demütigenden Erfahrungen berichten. Allerdings hätte er sich die epischen Vögelsequenzen zwischendurch sparen können: Dass Sex vor der Kamera harte Arbeit ist, nichts mit Romantik zu tun hat und immer extremere Ausmaße annimmt, ist nichts Neues.“

„Dabei werden überwiegend Klischees reproduziert, die wie die expliziten Bilder von Dreharbeiten keine erhellenden Einsichten in die Funktionsweise des Pornogeschäfts liefern. Zwar bemüht sich der Film um eine kinotaugliche Ästhetik, doch gelingt es aufgrund der spannungsarmen Dramaturgie nicht, die Aufmerksamkeit des Zuschauers zu fesseln“